# Targhe d'immatricolazione di Nauru

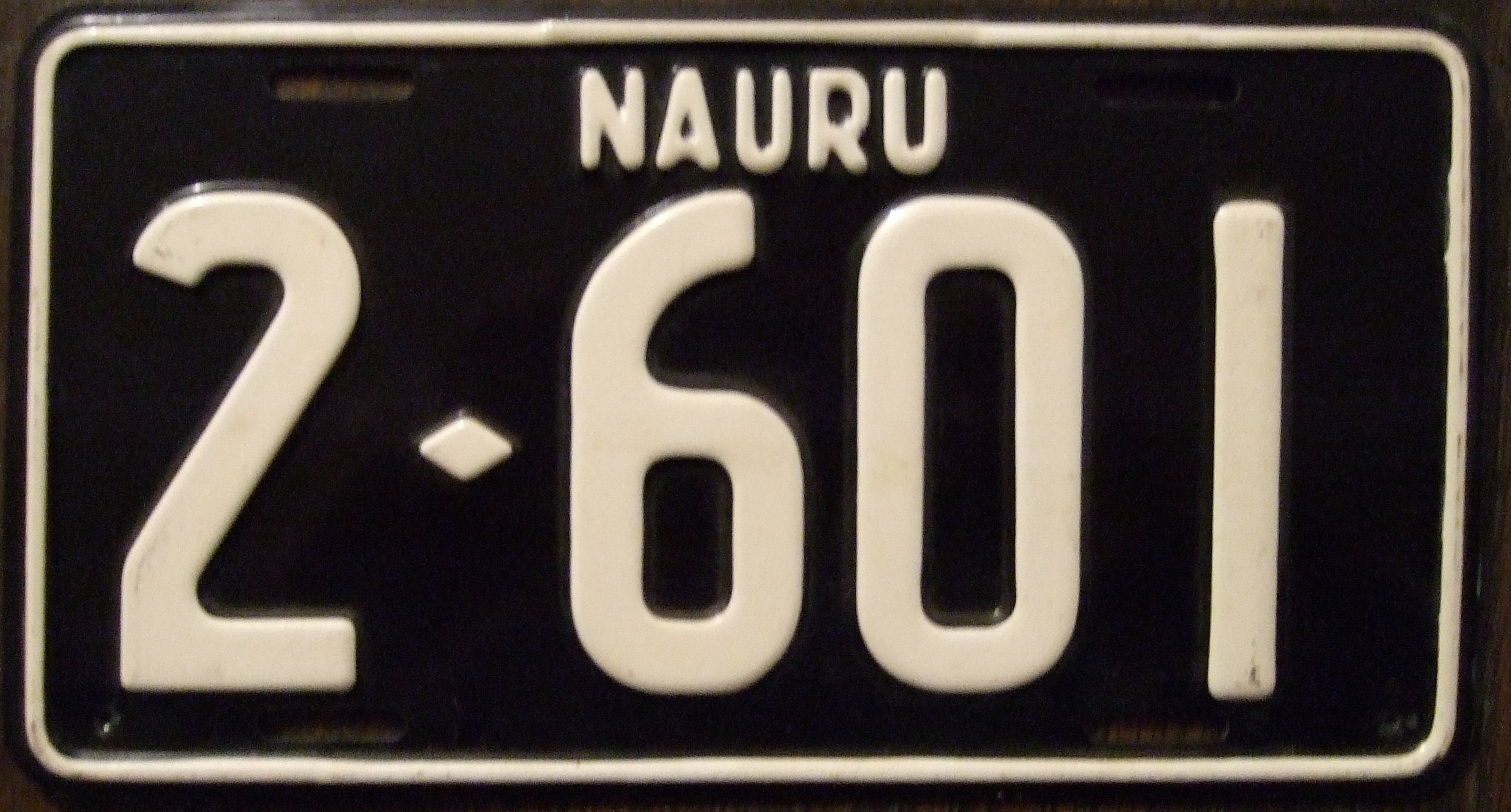
Targa di Nauru in uso dal 1970 al 1975.

Le targhe d'immatricolazione di Nauru risalgono al 1970, dopo l'indipendenza raggiunta il 31 gennaio dello stesso anno dall'Australia. Le targhe sono registrate dal Registrar of Motor Vehicles and Licences parte del Ministero dei trasporti naruano e sono rilasciate dal Eigigu Holdings Corporation che è in attività con il nome di Eigigu Transport Services che ha sede ad Aiwo.

## Storia
Prima dell'indipendenza le targhe dell'isola erano uguali a quelle australiane ma non si è a conoscenza della prima auto immatricolata nell'isola. Un'auto risulta targata con il numero 8 ed è una Mercedes-Benz 380SL del 1980, ancora visibile nell'isola nel 2009. Dal 1970 al 1975 erano in uso queste targhe:
| NAURU I·013 |

Dal 1975 al 1980 erano in uso queste targhe:
| NAURU 4·508 |

Dal 1980 al 1990 sono erano in uso queste targhe:
| NAURU 9979 |

Dal 1990 le targhe sono state modificate:
| NAURU 7824 |

Nel 2016 le nuove targhe dell'isola risultano essere in questo modo, simili a quelle degli anni '90:
| NAURU RON·224 |

## Autobus
L'autobus del Menen Hotel che attraversa tutta l'isola dall'aeroporto nell'Island Ring Road ha una targa simile a quella in uso per gli altri automezzi:
| NAURU B·041 |

## Veicoli presidenziali
I veicoli presidenziali tra il 1975 e il 1990 utilizzavano questa targa:
| NAURU R·456 |

Nel 1990 venne semplificata togliendo la R:
| NAURU 757 |

## Targhe speciali
Nel 1993 in occasione della conferenza dell'Asia Pacific Parliamentary Union (APPU) vennero emesse delle targhe speciali per l'evento.